# Linda Nicholls

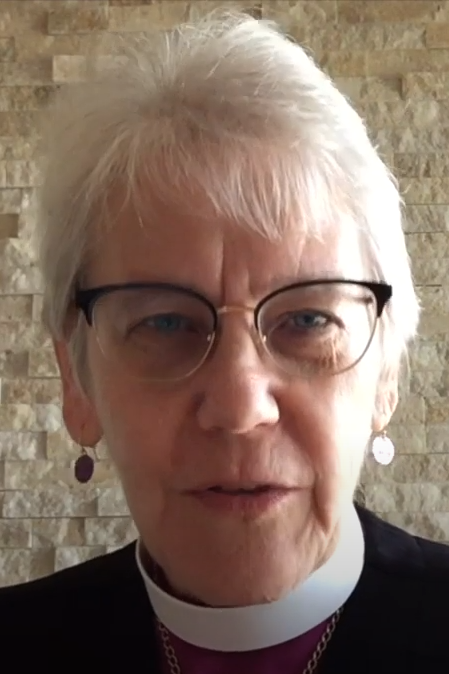
Linda Nicholls

Linda Carol Nicholls (* Oktober 1954) ist eine kanadische Theologin und seit Juli 2019 die erste Primatin an der Spitze der Anglikanischen Kirche von Kanada. Sie ist nach Katharine Jefferts Schori in den Vereinigten Staaten die zweite Frau, die als Primatin der Anglikanischen Kirchengemeinschaft dient.

## Leben
Nicholls wurde am Wycliffe College in Toronto ausgebildet und 1986 zum Priester geweiht. Nach einer Kuratie in Scarborough übernahm sie von 1987 bis 1991 die Pfarrstelle in Georgina (Ontario) und von 1991 bis 2005 in Thornhill. In der Anglikanischen Kirche von Kanada hatte Nicholls verschiedene Ämter und Aufgaben inne. Dazu gehörten Dialog und Konsultationen mit der römisch-katholischen Kirche, mit der jüdischen Glaubensgemeinschaft und 2005 wurde sie zweite Vorsitzende des National Muslim Christian Liaison Committee.
Nicholls wurde 2007 zur Bischöfin gewählt und am 2. Februar 2008 in diesem Amt geweiht. Von 2008 bis 2016 war sie Suffraganbischöfin in der anglikanischen Diözese Toronto, als Regionalbischöfin leitete sie das Gebiet Trent-Durham. Am 13. Februar 2016 wurde sie als erste Frau zur Koadjutorin der Diözese Huron (in London, Ontario)  gewählt. Am 1. November 2016 trat sie die Nachfolge von Diözesanbischof Robert Bennett an.
Linda Nicholls wurde am 13. Juli 2019 zur ersten weiblichen Primatin der anglikanischen Kirche von Kanada gewählt. Ihre Einsetzung als Nachfolgerin von Frederick James Hiltz und 14. Primas erfolgte drei Tage später in der Christ Church Cathedral in Vancouver. Als Folge musste sie ihren Bischofssitz in London innerhalb von drei Monaten niederlegen.